# 佐々成政
佐々 成政（さっさ なりまさ）は、戦国時代から安土桃山時代にかけての武将・大名。佐々成宗（盛政とも）の子。通称は内蔵助。家紋は棕櫚（シュロ）。馬印は金の三階菅笠。鷹司孝子（本理院・徳川家光正室）の外祖父。

## 出自
佐々氏は、現在の名古屋市西区にあたる尾張国春日井郡の比良城を拠点とした土豪で、元々は織田信安に属していたとされる（『武功夜話』）。佐々氏は宇多源氏近江佐々木氏の庶流で、尾張国に移り斯波氏の、ついで織田氏の家臣になったと思われる。そのほかに上総国佐々庄から尾張に移ったとする説、藤原氏出身説、菅原姓を名乗ったとする説がある。

## 生涯

### 尾張時代
佐々成宗の三男として、尾張国春日井郡比良城に生まれる。
天文19年（1550年）、織田信長に仕える（『尾張佐々系譜』）。兄に政次、孫介がいたが、成宗の次男・孫介が弘治2年8月24日（1556年9月27日）の稲生の戦いに武者大将として出陣し奮戦するも29歳で討死、長男・政次も永禄3年（1560年）の桶狭間の戦いで討死にするなど兄弟が相次いで亡くなったため、永禄3年（1560年）に父・成宗から家督を継ぎ、比良城主となる。25歳であった。
永禄4年（1561年）、森部の戦い（稲葉山城の戦いを参照）で敵将・稲葉又右衛門（常通。稲葉一鉄の叔父）を池田恒興と共に討ち取る大功を立てる（『信長公記』）。
永禄10年（1567年）、成政は黒母衣衆の10人の筆頭となった。信長の場合は､黒・赤それぞれ10人という切れのよい数にしていたあたり、馬廻・小姓の中で武功の優れた者を選抜したと考えられる。黒母衣衆は馬廻から、赤母衣衆は小姓衆から選ばれたようである。
永禄11年（1568年）、信長は足利義昭を奉じて6万の兵で上洛の途についた。この上洛の途、近江で起こった観音寺城の戦いでは、六角義賢の蓑作城、観音寺城を攻略し、9月28日、京に入った。そこには成政の姿もあった。
永禄12年（1569年）、信長が伊勢国の北畠具教の大河内城を攻めた際に、柴田勝家・森可成・不破光治と共に城の東側を攻める部隊を率いている（『信長公記』）。
元亀元年（1570年）6月、姉川の戦いに先立つ「八相山の退口」では、簗田広正、中条家忠らと共に少数の馬廻衆を率いて殿軍に参加し、鉄砲隊を用いて活躍したとされる（『信長公記』『当代記』） 。
天正2年（1574年）、長島一向一揆との戦いで長男・松千代丸を失う。天正3年（1575年）5月21日の長篠の戦いでは､前田利家らと3000人の鉄砲隊を指揮した。
ただし、この時期（越前国入国以前）の成政の活動によっては、『信長公記』を出典とするものがほとんどで、その経歴や実績については不明点が多い。

### 府中三人衆時代

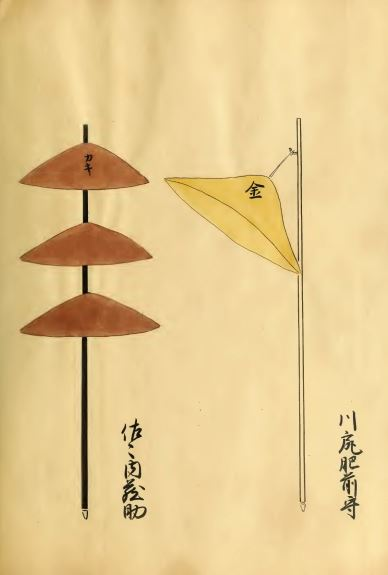
佐々成政の馬印

天正3年（1575年）9月、織田信長は越前国制圧後、柴田勝家を置き北陸方面の軍団長とした。越前12郡のうち8郡は柴田勝家、府中近辺の2郡は成政、前田利家、不破光治の3人（府中三人衆）に与えられた。府中2郡はおよそ10万石だったとされ、その後、地域の政務を常に3人の連名で行っているところから、領地を分けず収入のみを分配した相給知行であった。成政は小丸城を築いて居城とした。この頃の成政は、勝家・利家・光治と行動を伴にすることが多かったが、府中三人衆は勝家の与力とはいえ、半ば独立した、織田軍の遊撃部隊的存在でもあった。北陸と上方を往復することが多く、上杉氏と対峙しながらも北陸での戦いが落ち着くとしばしば畿内へ呼び出されて石山合戦 や播磨国平定、荒木村重征伐（有岡城の戦い）などにも従軍している。この時、府中三人衆は荒木一族の処刑を命ぜられ実行している。
天正5年（1577年）8月、北国に向けて出陣し、能登国に侵入した上杉勢を攻めるために柴田勝家らと共に加賀国に侵攻したが、七尾城の陥落を受けて同年10月に撤退している（手取川の戦い）。しかし、手取川の戦いからわずか半年の天正6年（1578年）3月に上杉謙信が死去すると次第に形勢が逆転する。
天正8年（1580年）3月、信長と石山本願寺に講和が結ばれた途端に北陸方面は活発化し、柴田勝家が一向一揆を制圧。同年11月に勝家がついに加賀を平定すると、それに従軍して能登国や越中国（現在の富山県）にも進出した。

### 越中時代
天正8年（1580年）以降、神保長住の助勢として一向一揆および上杉景勝に対する最前線であった越中国平定に関わった。同年秋には治水事業にも着手し、富山城下を守るために現在の富山市内を流れる常願寺川沿いに「佐々堤」と呼ばれる堤防を築いている。
天正9年（1581年）正月下旬から2月下旬頃、成政は富山城に入城する。この時に越前の所領は明け渡したと推測されるが、少なくても同年11月まで旧領の未進の年貢の後始末などの残務処理を続いていたことが分かっている。成政のもとに神保ら越中勢が編成された。この時、神保長住が成政の指揮下となる。
天正10年（1582年）3月、長住が旧臣の小島職鎮、唐人親広らに富山城を急襲され、捕らえられる事件が発生する。間もなく織田軍の反攻で助けられたが、長住は失脚し、追放された。なお、富山城攻めの際に意見の違いから柴田勝家と口論となったと伝えられている。長住が失脚したことにより成政は越中国一国守護となり、富山城を居城として大規模な改修を行なった。この頃が成政の絶頂期であった。
越中支配の実態は不明な点が多い｡家臣に対する知行宛行・安堵､寺社領の寄進・安堵に関する発給文書は偽文書を含めて25点前後が確認されている。知行宛行、寺領安堵いずれも「石」高表示ではなく、「俵」高表示によってなされているのが特徴である。対一向一揆、対上杉氏に対する臨戦態勢の中で苛酷な「切り取り」支配が行われていたことから、「石」高表示による安定的な検地とは性質が異なることが窺える。
天正10年（1582年）6月、本能寺の変が発生する。この時点で、成政の属する北陸方面軍は上杉軍の越中最後の拠点である魚津城を3ヶ月の攻囲の末に攻略したばかりであり、あと少しで上杉景勝の本城である春日山城に迫る勢いであった（魚津城の戦い）。このクーデターによって北陸方面の諸将は動揺し、その対応に足並みが揃わなかった。変報が届くと、北陸方面の各将はそれぞれの領地に引き揚げたため上杉軍の反撃に遭い、成政はその防戦で身動きが取れなかった。一方、成政と同じく北陸方面軍に属する柴田勝家は上洛を図ったが、対峙していた毛利輝元と和睦して中国大返しによっていち早く畿内に戻った羽柴秀吉に明智光秀を討ち果たす手柄を立てられ（山崎の戦い）、先を越された。
天正10年（1582年）6月27日、清洲会議において勝家と秀吉との織田家の実権争いが表面化すると、成政は勝家方についた。清洲会議の領地再配分では越中国を安堵された。この頃、本能寺の変の後一時的に空城となった魚津城には須田満親を中心とする上杉勢が入り、越中東部における失地を奪還していたが、成政は再び魚津城を攻めて上杉方から奪還している。この時期、勝家の娘婿であった佐久間勝之（盛政の弟）が成政の養子となっていたことにより、成政も勝家を支持する立場になっていたと考えられている。

### 秀吉への臣従

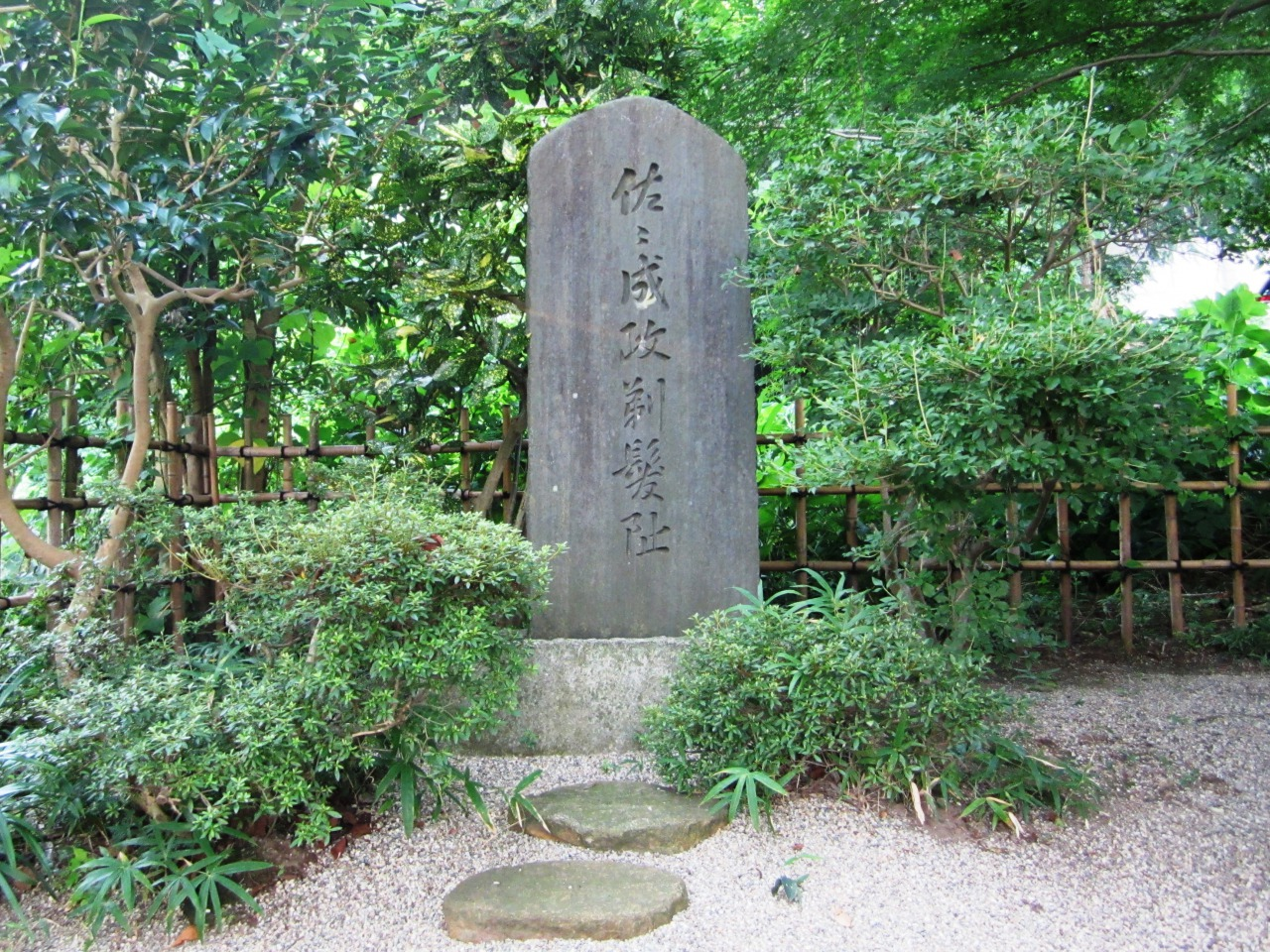
佐々成政が剃髪して羽柴秀吉に降伏したという地に立つ佐々成政剃髪阯（富山県富山市安養坊）

天正11年（1583年）4月、賤ヶ岳の戦いでも勝家方に与する。しかし、成政は上杉景勝への備えのため越中を動けなかったため、叔父の佐々平左衛門が率いる兵600人を援軍として出すにとどまった。合戦中における前田利家の寝返りや上杉景勝の圧力もあり、柴田勝家は北ノ庄城に敗走する。この戦いに自身は着陣しなかったものの、勝家方だった成政は娘を人質に出して剃髪することで秀吉に降伏し、越中一国を安堵された。この頃畿内では「佐々成政の裏切りによって勝家が滅んだ」との風説が流れていたという（『多聞院日記』）。
天正12年（1584年）正月4日、成政は前田玄以とともに秀吉の茶会に招かれた（『宗及茶湯日記』）。同月12日には「陸奥守」に任官した御礼に参内している。
徳川家康が反秀吉の姿勢を明確にした天正12年3月以降、家康や大久保忠世との交流が確認されている。この頃、小牧・長久手の戦いが起こっている。
この小牧・長久手の戦いの最中において、成政が徳川方に寝返ったタイミングは天正12年5月中旬、もしくは8月 とされている。羽柴秀吉が丹羽長秀に介して前田利家と佐々成政に出陣を促し、3月に両者がこれに応じて前田秀継と佐々平左衛門が派遣されたこと、7月に羽柴側の滝川一益が降伏したことで作戦変更を余儀なくされた秀吉が越前衆・能登衆・越中衆に小牧からの撤退を命じた史料が存在するため、小牧・長久手の戦いに越中衆の一員として参戦した佐々平左衛門が7月に越中に帰国したことで羽柴軍の苦戦を知った成政が寝返りを決断したとする見方もある。天正12年8月28日には秀吉方の前田利家の朝日山城（石川県金沢市加賀朝日町）を攻撃している（『加賀藩史料』・『顕如上人貝塚御座所日記』）。確実な史料の裏付けはないがこれが反秀吉方としての最初の軍事行動である。この攻撃は前田家家臣の村井長頼に撃退されている。
同年9月9日 (旧暦)（新暦10月12日）、利家の領国である加賀国と能登国の分断をはかるべく、宝達山を越えて坪山砦に布陣し、総勢15000人で秀吉方に立った利家の末森城を包囲するが、金沢城から急行した前田利家が末森城に殺到する佐々軍の背後から攻撃し、佐々軍は敗北を喫した（末森城の戦い）。この時期に於いても越後国の上杉景勝とも敵対していたため二正面作戦を強いられ、苦戦が続いた。小牧・長久手の戦いの最中に秀吉と信雄との間で和議が成立して家康が停戦すると、厳冬の飛騨山脈（北アルプス）・立山山系を自ら越えて浜松へと踏破して家康に再挙を促した（「さらさら越え」、後述）。しかし家康の説得に失敗し、織田信雄や滝川一益からも快い返事は得られなかった。成政は失意の中、再び越中へ帰国する。しかし、それでも成政は反豊臣・前田姿勢を崩すことはなかった。
天正13年（1585年）、秀吉は小牧・長久手の戦いの後も未だ反抗を続ける佐々成政を討伐するため自ら越中に乗り出し、富山城を10万の軍で包囲し、成政は織田信雄の仲介により降伏した（富山の役）。秀吉の裁定により、一命は助けられたものの、越中東部の新川郡を除く全ての領土を没収された。ただし、引き続き郡内の諸城には、青山氏（前田家家臣）・舟見氏（上杉家家臣）らが遺臣の蜂起に備え駐留した上、富山城も破却され、成政も在国を許されず妻子と共に大坂に移住させられた。以後しばらくは御伽衆として秀吉に仕えた。さらに賄い料として摂津国能勢郡に1万石を与えられた。
天正15年（1587年）、成政は羽柴の名字を与えられている。

#### さらさら越え

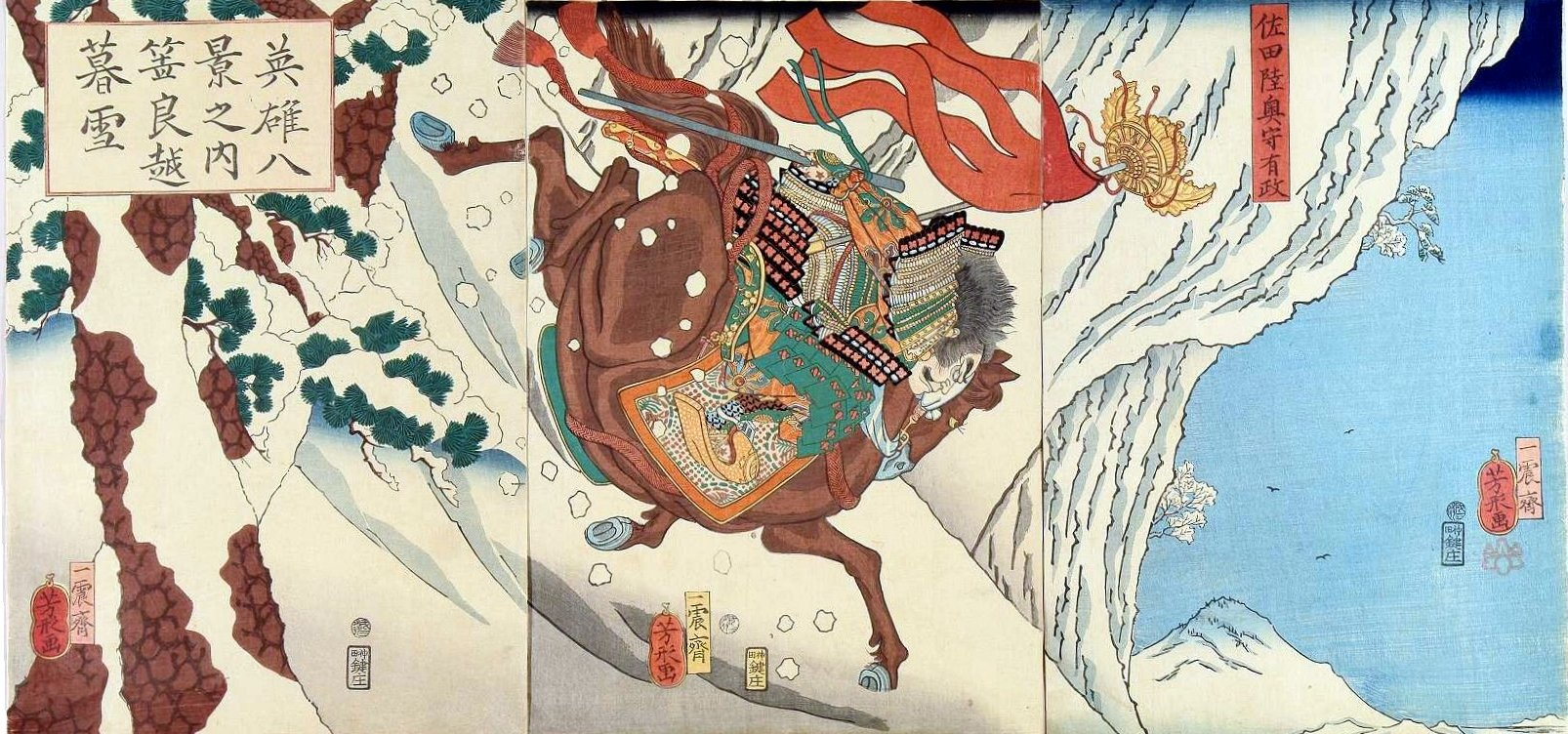
さらさら越えを描いた錦絵（歌川芳形画）

針ノ木峠は「さらさら越え」と呼ばれ、越中と信州をつなぐ抜け道であった。天正12年（1584年）、成政がこの峠を超えて信州から浜松まで行き、家康に面会したとされるが確実なことは不明である。『太閤記』がこれを文学化して伝え、地元の『肯搆泉達録』がさらに大幅に脚色したもので、様々な説が存在している。
以下の3つのルートの可能性があると指摘されている。
1. ザラ峠・針の木峠ルートで、立山連峰を超えたとする説。『絵本太閤記』などにも書かれている江戸時代から提示されている説である[33][34]。
2. 冬季立山超えは困難であるため、飛騨から安房峠を超えて信州に出るルートを通ったとする説[35][36]。
3. 越後経由ルートで､越中から日本海沿いを北上して越後糸魚川地域に入り､そこから南下する千国街道を通るという説[22]。上杉側でありながら佐々・徳川に内応している村上義長の勢力範囲を通過するとともに、義長から種々の援助を受けて越後を通過したとされている[22][37]。

### 肥後時代

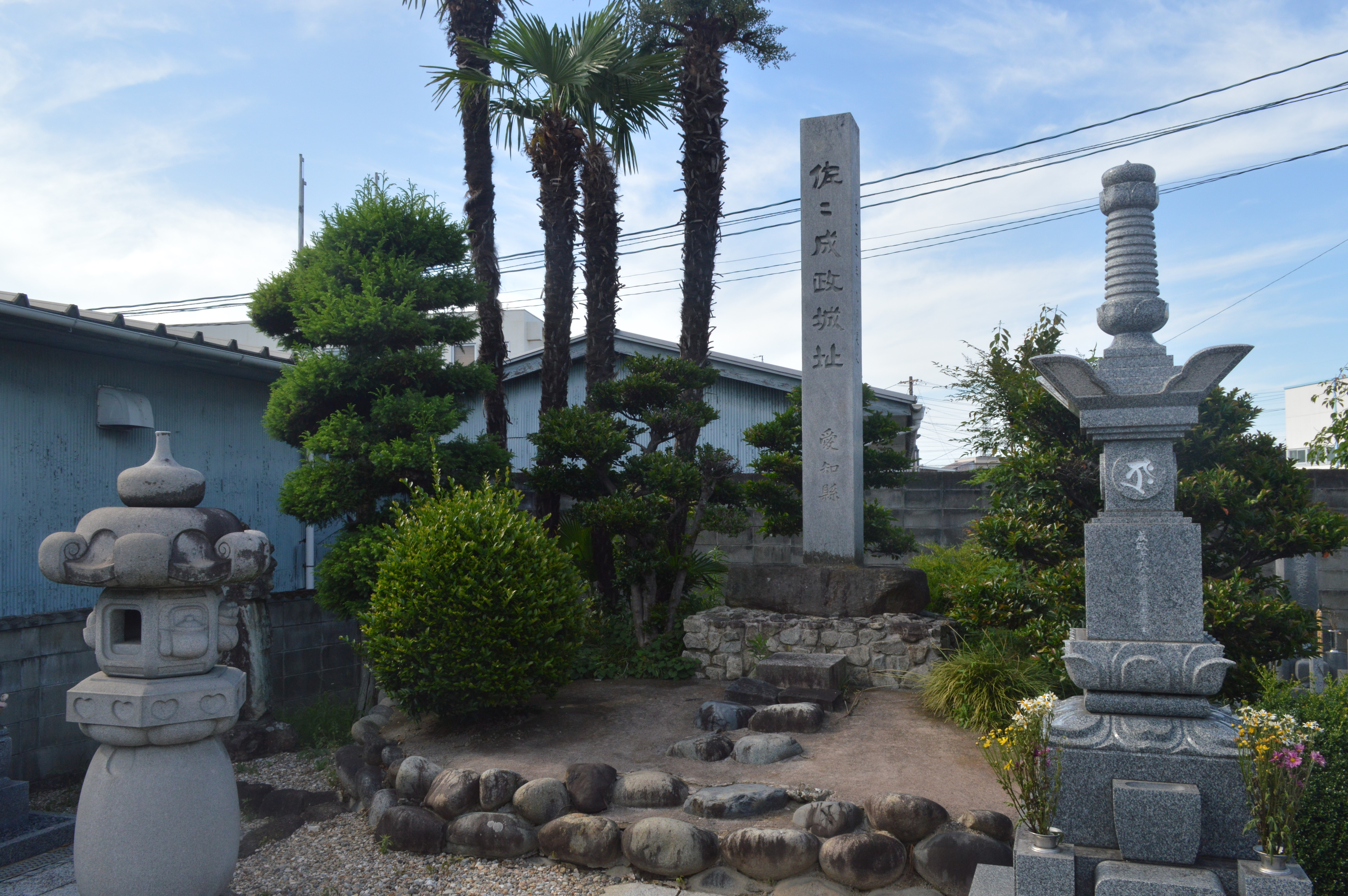
比良城跡に立つ佐々成政城址の碑と成政の墓（愛知県名古屋市西区比良 光通寺）

天正15年（1587年）の九州征伐で功をあげたことを契機に、その後の九州国分では肥後一国を与えられた。秀吉は早急な改革を慎むように指示したとも言われるが、病を得ていた成政は、早速に検地を行おうとし、それに反発する隈部親永を中心とする国人の一斉蜂起を招くこととなり、これを自力で鎮めることができなかった（肥後国人一揆）。
天正16年（1588年）2月、成政は謝罪のため大坂に出向いたが、秀吉に面会を拒否され尼崎に幽閉される。秀吉は安国寺恵瓊による助命嘆願に耳をかすこともなく、加藤清正を検使として、成政の切腹を命じた。切腹の時、短刀を横一文字に引いたあと、臓腑をつかみ出して天井に投げつけたといわれる。墓は摂津国尼崎の法園寺にある。成政の二人の兄や娘の年齢から、没年齢53歳説が有力とされている。
戒名は成政寺庭月洞閑大居士。辞世歌は「このごろの 厄妄想を 入れ置きし 鉄鉢袋 今やぶるなり」。これは、秀吉に肥後一揆の責任を問われ、「召喚されて以来の災難災厄によって悶々と悩みぬき、思いめぐらした妄想、それを入れておいた鉄鉢袋ともいうべきわが肉体を、今打ち破って死に赴く」という悟達の心境を詠んだものである。なお、「肥後一揆の責任」について、ほぼ同じ時期に検地の実施など同じような経緯を辿ったにもかかわらず、領主の黒田孝高が処分を受けなかった豊前国人一揆との比較から、「一揆を発生させた」責任ではなく、島津氏など服属したばかりの九州諸大名の手前「一揆を自力で鎮圧出来なかった」責任についての責任を問われたとする説もある。
平成10年（1998年）、法園寺境内の供養塔の一角、成政公新墓の向かいに辞世碑が建立された。新墓と同じ大きさである。

## 逸話
- 成政は武勇の士を好み召し抱えに熱心であった。召し抱えの際に5000石の知行を約束しては6000石や7000石の知行を与えることもあった。そのため、成政のもとに武勇の士が馳せ参じた（『名将言行録』）[49]。
- 天正2年正月、織田信長は浅井久政・長政父子と朝倉義景、3人の髑髏の薄濃を家臣に披露し酒肴とするが、成政は宴終了後、信長の前に出て、その行為を『後漢書』をひきつつたしなめ、信長もその批判を喜んで聞き入れたという（『信長記』）。但し、この逸話は『信長記』作者の小瀬甫庵による創作で史実ではないとされている。内面を見つめなおせといわんばかりの痛烈な批判を末席の者から浴び、親しく政談にまで及ぶ信長の姿は、甫庵独特の道徳訓話によく見られる描き方である[50]。
- 天正18年（1590年）の小田原征伐で、蒲生氏郷が「金の三階菅笠」の馬印の使用許可を秀吉に願い出たところ、秀吉は「三階菅笠は武勇で聞こえた佐々成政が使用した馬標なので、たやすくは許可することはできない。」と氏郷に告げた。これを聞いた氏郷は小田原で激戦を繰り広げた。そこで秀吉も氏郷が馬標の掲げることを許したという逸話が残る（『常山紀談』）[51]。
- 常願寺川中流の馬瀬口一帯がしばしば決壊し、富山城下に災害をもたらした。成政は天正8年（1580年）、人海工法によって巨石を集め、馬瀬口上流に底辺40メートル、長さ150メートルに及ぶかまぼこ型の霞堤を築いた[52]。富山市西ノ番の正源寺は、成政をはじめ歴代藩主が水難除けの祈願をした寺と伝わる[53]。
- 家紋は「棕櫚」であるものの、軍旗には佐々木氏一族の定紋である「四つ目結（隅立て四つ目）」を使用していたという。
- 上新川郡大山町の鍬崎山に埋蔵金伝説が伝えられている。天正13年、成政は秀吉軍の攻撃を受ける直前、黄金100万両を埋めたという。麓の集落には、「朝日さす夕日輝く鍬崎に 七つむすび七むすび 黄金いっぱい光り輝く」という里歌が伝わっている[53]。

## 黒百合伝説

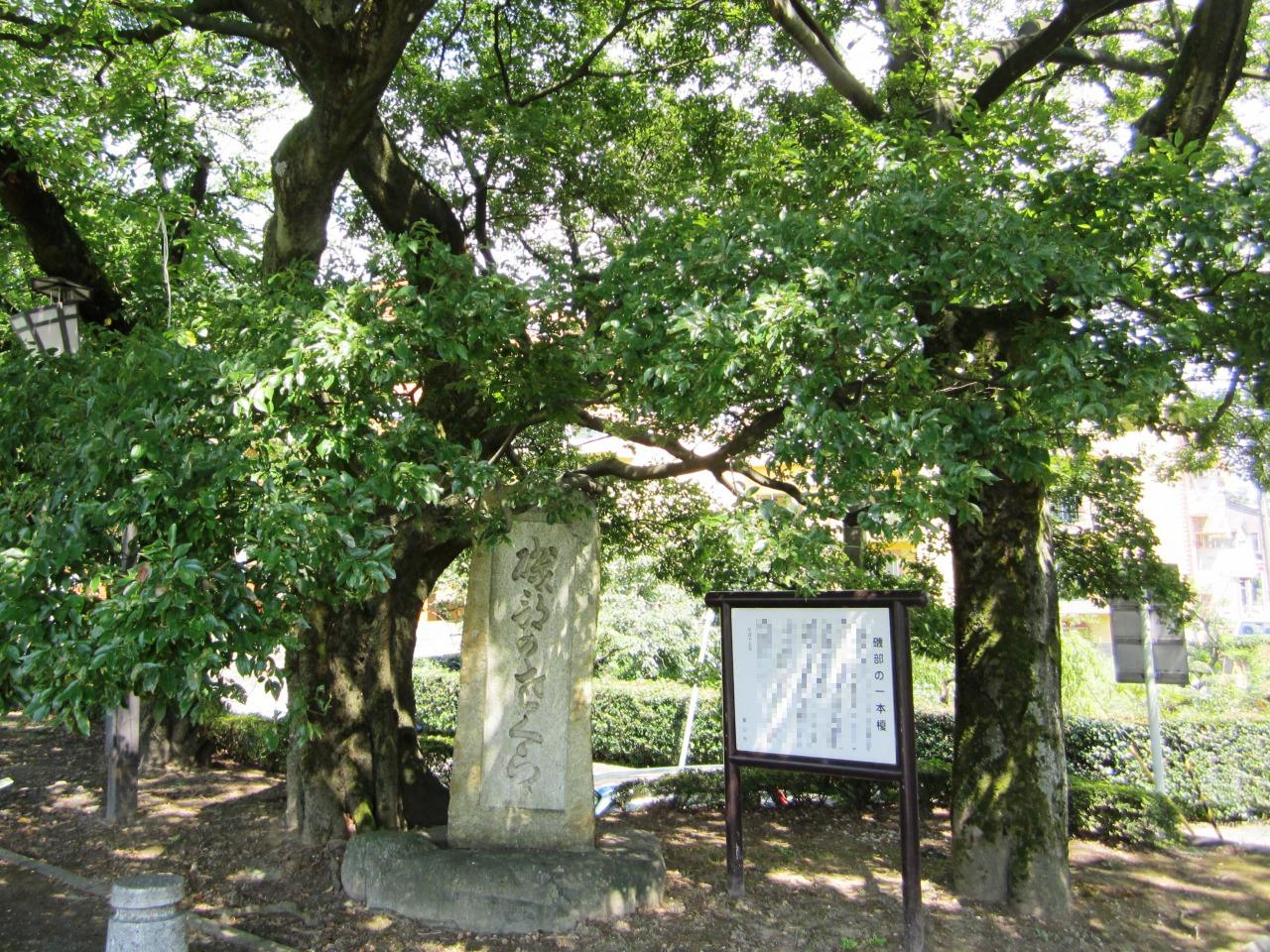
佐々成政の愛妾・早百合姫がその下で斬られたと伝わる「磯部の一本榎」跡（富山県富山市磯部町）

「早百合（さゆり）」と言う美しい側室がいたとされる。成政はこの早百合を深く寵愛してはばからず、早百合は懐妊する。それが嫉妬を呼んだか、ある時成政が城を留守にした時に、「早百合が密通している。お腹の中にいる子どもは成政様の子ではない」と言う噂が流れた｡帰城した成政はこれを聞いて烈火の如く怒り､有無を言わさず早百合を神通川の川沿いまで引きずり､髪を逆手に取り宙に引き上げ、殺してしまった。それだけでなく、早百合の一族18人全ての首をはね、獄門に磔にしてしまう。早百合は死ぬとき、「己成政此の身は此処に斬罪せらるる共、怨恨は悪鬼と成り数年ならずして、汝が子孫を殺し尽し家名断絶せしむべし」（『絵本太閤記』）と叫んだ。また、早百合姫は「立山に黒百合の花が咲いたら、佐々家は滅亡する」と呪いの言葉を残して死んだとも言う（黒百合伝説）。佐々瑞雄（成政の甥である佐々直勝の子孫）によると、母に「わが家では、絶対ユリ科の花は活けてはいけません」と言われていたという。早百合が殺された神通川の辺りでは、風雨の夜、女の首と鬼火が出るといい、それを 「ぶらり火」と言った。その他にも無念の死を遂げた早百合にまつわるエピソードは数多く残されている。このエピソード以外にも、数多の真偽不明なエピソードが残されている。
また、成政失脚の一端となったと言われる黒ユリ伝説がある。秀吉の正室・北政所は珍花とされる黒ユリを成政から贈られ、披露のため茶会を開くと、淀殿は大量の黒ユリを急遽取り寄せ、珍しくもなんともないと言わんばかりに飾ってみせ、北政所は恥をかかされたと成政を憎んだという。

## 肥後治政についての諸説
佐々成政が身を滅ぼす元凶となった肥後国人一揆とその原因とされる検地強行については、様々な評価がある。従来は、小勢力ながら武士である国人が割拠する肥後に対し秀吉は慎重な統治を求めたのに対し、成政が強硬な手段に出たため反発を招き一揆が勃発したとされ、そこから逆に秀吉の陰謀説も唱えられていた。しかし、この説には、疑問もしくはより複雑な背景があるという意見が提示されている。
秀吉が成政に慎重な領国運営を求めた論拠は、『太閤記』にある「五箇条の定書（制書）」に記された国人の知行安堵と三年の検地禁止にある。しかし、天正13年（1585年）6月6日に与えたとされるこの書は宛名が「佐々内蔵助」となっており、それに先立つ6月2日に成政を肥後国主に任命する領地宛行状（『楓軒文書纂』）にある宛名「羽柴肥後侍従」とも、またそれに先立つ5月晦日に国人の相良長毎や大矢野種基に宛てた朱印状にある成政を指す「羽柴陸奥守」とも異なる。また、文体に漢文と和漢文が混ざっている点も不自然である。これらを証拠に、定書には疑問が呈されている。
成政は入国後検地に着手し、これに反発した7月10日の隈部親永反乱が国人一揆の勃発を呼んだとされている。しかしながら、成政検地の実態は明らかにされていない。大宰府天満宮文書に残る合志郡富納村の実施例（『肥後国合志郡富納村天満宮領指出分置日記』）では、検地は指出方式で行われ、具体的な石高は記録されていない。ところが、小代親泰へ与えた安堵宛行の文書では、秀吉の安堵が200町なのに対し、成政は秀吉安堵が50町であり100町を新たに成政が与えるとしている。このような分析から、成政は肥後国人支配を朱印状に基づく秀吉直下から、成政が影響力を持ち、間に入る重層型への切り替えを行いつつ、実質の領地を削減しようとした行動があったものとみなす説もある。その他にも、領地組み換えを行い勢力の分散を図った点も見られ、これらが複合的に国人の反発を招いたとも分析されている。
一方で、成政が切腹当日に秀吉が一揆鎮圧に加わった諸大名に発給した「陸奥守前後悪逆条々事」と呼ばれる成政を断罪する文書には検地のことは触れられず、成政と隈部親永の不仲が一揆の原因であると断定している。また、前述のように同じく検地や国人たちの統治を巡って勃発したとみられる豊前国人一揆では一揆を引き起こした領主の黒田孝高への処分は行われていない。
更に隈部親永らの反発の原因は検地に対してではなく、九州国分そのものに対する不満であるとする指摘がある。肥後国では、天正年間に入ってから島津氏の北上を背景に親島津側の国人と親大友側の国人が激しく争ってきたが、最終的に島津氏が肥後全域を占領し、親大友側の国人を島津軍に領地を差し出して降伏することを余儀なくされていた。九州平定においていち早く秀吉への臣従の意を示した隈部氏らは元・親大友側の国人であり、彼らは島津氏に奪われた所領の回復を期待していた。しかし、実際の国分では元・親大友側の国人の旧領回復が認められず、一方で秀吉に敵対してきた親島津側の国人も多くが存続を認められた。旧領回復が果たせなかったことなどで国人たちの豊臣政権への期待は反感に変わり、直接的には新領主である成政に向けられたのはないかとしている。
秀吉は、「五畿内同前体制」と呼ばれるように九州を畿内と同様に重視していた。この背景には、既に朝鮮半島そして明への遠征（後の文禄・慶長の役）が視野にあったとされる。重要な兵站後援地となる肥後の国主に成政を任命した背景には、それだけ秀吉は成政を高く評価していたという説もある。羽柴姓や陸奥守という官職を与えていたところが、この根拠とされている。

## 系譜
- 正室：慈光院 - 村井貞勝の娘
- 側室：早川主水の娘
  - 次男：早川雄介 - 外祖父早川主水の養子
- 生母不明の子女
  - 長男：松千代丸 - 天正2年（1574年）長島一向一揆討伐において戦死（但し後世の系図に載るだけで当時の史料からは実在を証明できない）
  - 長女：随泉院 - 松原五郎兵衛室（佐久間勝之前室）
  - 次女：岳星院 - 佐々清蔵室、鷹司信房後室(佐久間安政前室）
  - 三女：光秀院 - 織田信高室
  - 四女：松寿院 - 神保氏興室
  - 五女 - 山岡景以室
- 他に絵師・狩野孝信に嫁いだ娘がいたとされる。
- 松千代丸は夭折し、佐久間盛政の弟・佐久間勝之など何人かの養子がいたものの、家督は継承されず直系の子孫はない（女系子孫はいる）。傍流（実姉）の子孫として、徳川光圀に仕えた佐々宗淳、元内閣安全保障室室長の佐々淳行などがいる。
- 天正12年（1584年）9月16日､豊臣秀吉に人質に取られていた次女とその乳母が京都粟田口で磔刑にされたという[60]。

## 家臣
- 佐々平左衛門
- 小坂雄吉
- 佐々宗能
- 久世但馬
- 松原五郎兵衛
- 神保氏張
- 寺島盛徳
- 大木兼能
- 前野小兵衛
- 毛屋武久
- 渋谷重次
- 渋谷吉弘
- 小浦一守
- 小池春憲
- 岡田善同
- 本庄秀綱
- 菊池武勝
- 塙安友
- 構平三郎

## 現代における顕彰
毎年7月後半に富山市上滝地区にて、「観光おおやま佐々成政戦国時代祭り」などが催されている。
とやま城郭カードNo.95（富山ゆかりの武将カード）。